# The Golden Road (1965-1973)

The Golden Road Box Set est un coffret des douze CD-ROM du groupe Grateful Dead comprenant des enregistrements de studio et de concert de la période Warner Bros. Records entre 1965 et 1972. Après 1972, le groupe a continué les enregistrements sur son label Grateful Dead Records.
Cette compilation inclut des versions remixées de tous les albums de la période Warner Bros du groupe. En outre, sont inclus les nombreux outtake de studio et morceaux de concert. Les albums inclus sont Birth of the Dead, The Grateful Dead, Anthem of the Sun, Aoxomoxoa, Workingman's Dead, American Beauty, Live/Dead, Grateful Dead, Europe '72 et History of the Grateful Dead Volume One (Bear's Choice).

## Les chansons

### Disque 1
- Birth of the Dead - The Studio Sides

1. Early Morning Rain (Lightfoot) – 3:22
2. I Know You Rider (traditionnel) – 2:41
3. Mindbender (Confusion's Prince) (Garcia, Lesh) – 2:41
4. The Only Time Is Now (Grateful Dead) – 2:24
5. Caution (Do Not Stop on Tracks) (Grateful Dead) – 3:17
6. Can't Come Down (Grateful Dead) – 3:04
7. Stealin' (instrumental) (Cannon) – 2:40
8. Stealin' (w/ vocals) (Cannon) – 2:36
9. Don't Ease Me In (instrumental) (traditionnel) – 2:01
10. Don't Ease Me In (w/ vocals) (traditionnel) – 2:02
11. You Don't Have to Ask (Grateful Dead) – 3:35
12. Tastebud (instrumental) (McKernan) – 7:04
13. Tastebud (w/ vocals (McKernan) – 4:35
14. I Know You Rider (traditional) – 2:36
15. Cold Rain and Snow (instrumental) (traditionnel) – 3:15
16. Cold Rain and Snow (w/ vocals) (traditionnel) – 3:17
17. Fire in the City (Krug) – 3:19

### Disque 2
- Birth of the Dead - The Live Sides

1. Viola Lee Blues (paroles et musique Lewis) – 9:39
2. Don't Ease Me In (traditionnel) – 2:43
3. Pain in My Heart (Neville) – 4:24
4. Sitting on Top of the World (Chatmon, Vinson) – 3:51
5. It's All over Now, Baby Blue (Dylan) – 5:12
6. I'm a King Bee (Moore) – 8:52
7. Big Boss Man (Dixon, Smith) – 5:11
8. Standing on the Corner (Grateful Dead) – 3:46
9. In the Pines (Bryant, McMichen) – 4:55
10. Nobody's Fault But Mine (Johnson) – 4:15
11. Next Time You See Me (Forest, Harvey) – 2:47
12. One Kind Favor (Hopkins, Taub) – 3:44
13. He Was a Friend of Mine (traditionnel) – 4:45
14. Keep Rolling By (traditionnel) – 7:57

### Disque 3
- The Grateful Dead

1. The Golden Road (To Unlimited Devotion) (paroles et musique de Grateful Dead) – 2:07
2. Beat It on Down the Line (paroles et musique de Jesse Fuller) – 2:27
3. Good Morning Little School Girl (paroleset musique de Sonny Boy Williamson I) – 6:32
4. Cold Rain and Snow (paroles et musique traditionnelles) – 2:26
5. Sitting on Top of the World paroles  et musique de Jacobs et Carter) – 2:43
6. Cream Puff War paroles et musique Garcia) – 3:18
7. (Walk Me Out in the) Morning Dew ( paroles et musique de Dobson) et Rose) – 5:16
8. New, New Minglewood Blues (paroles et musique de Lewis) – 2:40
9. Viola Lee Blues (paroles et musique Lewis)– 10:09
10. Alice D. Millionaire (Grateful Dead) – 2:22
11. Overseas Stomp (The Lindy) (Jones, Will Shade) – 2:24
12. Tastebud paroles et musique de (McKernan) – 4:18
13. Death Don't Have No Mercy paroles et musique de (Reverend Gary Davis) – 5:20
14. Viola Lee Blues (Lewis) – 3:00
15. Viola Lee Blues (concert au DANCE HALL - Rio Nido le 3/9/67) (Lewis) – 23:13

### Disque 4
- Anthem of the Sun

1. That's It For The Other One – 7:40:
  - Cryptical Envelopment paroles et musique de Jerry Garcia
  - Quodlibet For Tenderfeet (Garcia, Kreutzmann, Lesh, McKernan, Weir)
  - The Faster We Go, The Rounder We Get (Kreutzmann, Weir)
  - We Leave The Castle (Constanten)
2. New Potato Caboose parolesde Robert Petersen: musique Phil Lesh – 8:26
3. Born Cross-Eyed (Weir) – 2:04
4. Alligator (Lesh, McKernan, Hunter) – 11:20
5. Caution (Do Not Stop On Tracks) (Garcia, Kreutzmann, Lesh, McKernan, Weir) – 9:37
6. Alligator (concert au SHRINE AUDITORIUM de Los Angeles le 23/8/68) (Lesh, McKernan, Hunter) – 18:43
7. Caution (Do Not Stop On Tracks) (concert au SHRINE AUDITORIUM au Los Angeles 23/8/68) (Garcia, Kreutzmann, Lesh, McKernan, Weir) – 11:38
8. Feedback (concert au SHRINE AUDITORIUM à Los Angeles le 23/8/68) (Grateful Dead) – 4:01
9. Born Cross-Eyed (version 45 tours) (Weir) – 2:55

### Disque 5
- Aoxomoxoa

1. St. Stephen (Garcia, Hunter, Lesh) – 4:26
2. Dupree's Diamond Blues (Garcia, Hunter) – 3:32
3. Rosemary (Garcia, Hunter) – 1:58
4. Doin' That Rag (Garcia, Hunter) – 4:41
5. Mountains Of The Moon (Garcia, Hunter) – 4:02
6. China Cat Sunflower (Garcia, Hunter) – 3:40
7. What's Become Of The Baby (Garcia, Hunter) – 8:12
8. Cosmic Charlie (Garcia, Hunter) – 5:29
9. Clementine Jam (improvisation de studio du 13/8/68) (Grateful Dead) – 10:46
10. Nobody's Spoonful Jam (improvisation de studio 13/8/68) (Grateful Dead) – 10:04
11. The Eleven Jam (improvisation de studio 13/8/68) (Grateful Dead) – 15:00
12. Cosmic Charlie (concert au AVALON BALLROOM de San Francisco le 25/1/69) – 6:47

### Disque 6
- Live/Dead

1. Dark Star (concert au Fillmore West de San Francisco le 27/2/69) (Grateful Dead, Hunter)– 23:18
2. St. Stephen (concert au Fillmore West de San Francisco le 27/2/69)(Hunter, Garcia, Lesh) – 6:31
3. The Eleven (concert au Avalon Ballroom de San Francisco le 26/1/69)(Hunter, Lesh) – 9:18
4. Turn On Your Lovelight (concert au Avalon Ballroom de San Francisco le 26/1/69)(Scott, Malone) – 15:05
5. Death Don't Have No Mercy (concert au Fillmore West de San Francisco le 2/3/69) (Davis) – 10:28
6. Feedback (concert au Fillmore West de San Francisco 2/3/69)(McGannahan Skjellyfetti) – 7:49
7. And We Bid You Goodnight (concert au Fillmore West de San Francisco 2/3/69) (traditionnel) – 0:37
8. Dark Star (version 45 tours) – 2:44
9. Hidden Track (promotion radio) – 1:00

### Disque 7
- Workingman's Dead

1. Uncle John's Band (Garcia, Hunter) – 4:45
2. High Time (Garcia, Hunter) – 5:14
3. Dire Wolf (Garcia, Hunter) – 3:14
4. New Speedway Boogie (Garcia, Hunter) – 4:06
5. Cumberland Blues (Garcia, Hunter, Lesh) – 3:16
6. Black Peter (Garcia, Hunter) – 5:43
7. Easy Wind (Hunter) – 4:58
8. Casey Jones (Garcia, Hunter) – 4:38
9. New Speedway Boogie – 4:10
10. Dire Wolf (concert au VETERANS AUDITORIUM à Santa Rosa le 27/6/69) – 2:31
11. Black Peter (concert au GOLDEN HALL COMMUNITY CONCOURSE de San Diego le 10/1/70) – 9:07
12. Easy Wind (concert au SPRINGER'S INN de Portland le 16/1/70) – 8:09
13. Cumberland Blues (concert au OREGON STATE UNIVERSITY de Corvallis 17/1/70) – 4:52
14. Mason's Children (concert au CIVIC AUDITORIUM de Honolulu le 24/1/70) (Garcia, Hunter, Lesh, Weir) – 6:32
15. Uncle John's Band (concert au WINTERLAND ARENA de San Francisco le 23/12/70) – 7:57

### Disque 8
- American Beauty

1. Box of Rain (Hunter, Lesh) – 5:18
2. Friend of the Devil (Garcia, Dawson, Hunter) – 3:24
3. Sugar Magnolia (Weir, Hunter) – 3:19
4. Operator (Ron McKernan) – 2:25
5. Candyman (Garcia, Hunter) – 6:12
6. Ripple (Garcia, Hunter) – 4:09
7. Brokedown Palace (Garcia, Hunter) – 4:09
8. Till the Morning Comes (Garcia, Hunter) – 3:09
9. Attics of My Life (Garcia, Hunter) – 5:14
10. Truckin' (Garcia, Lesh, Weir, Hunter) – 5:17
11. Truckin' (single edit) – 3:17
12. Friend of the Devil (concert au FILLMORE EAST à New York le 15/5/70) – 4:21
13. Candyman (concert au WINTERLAND ARENA de San Francisco le 15/4/70) – 5:18
14. Till the Morning Comes (concert au WINTERLAND ARENA de San Francisco le 4/10/70) – 3:20
15. Attics of My Life (concert au FILLMORE WEST de San Francisco le 6/6/70) – 6:31
16. Truckin' (concert au LEGION STADIUM - El Montele 26/12/70) – 10:10
17. Ripple (reprise du 45 tours) - 4.09
18. American Beauty 'Radio Spot) - 1.00

### Disque 9
- Grateful Dead

1. Bertha (concert au FILLMORE EAST de New York le 17/4/71) (Garcia, Hunter) – 5:43
2. Mama Tried (concert au FILLMORE EAST de New York le 26/4/71) (Haggard) – 2:43
3. Big Railroad Blues (concert au MANHATTAN CENTER de New York le 5/4/71) (Lewis) – 3:35
4. Playin' in the Band (concert au MANHATTAN CENTER de New York le 6/4/71) (Hart, Hunter, Weir) – 4:40
5. The Other One (concert au FILLMORE EAST de New York le 28/4/71) (Kreutzmann, Weir) – 18:07
6. Me & My Uncle (concert au FILLMORE EAST de New York le 29/4/71) (Phillips) – 3:04
7. Big Boss Man (concert au FILLMORE EAST de New York le 26/4/71) (Dixon, Smith) – 5:14
8. Me and Bobbie McGee (concert au FILLMORE EAST de New York 27/4/71) (Foster, Kristofferson) – 5:42
9. Johnny B. Goode (concert au WINTERLAND ARENA de San Francisco le 24/3/71) (Berry) – 3:44
10. Wharf Rat (concert au FILLMORE EAST de New York le 26/4/71) (Garcia, Hunter) – 8:32
11. Not Fade Away > Goin' Down the Road Feeling Bad (concert au MANHATTAN CENTER de New York le 5/4/71) (Holly, Petty) – 9:26
12. Oh, Boy! (concert au MANHATTAN CENTER de New York le 6/4/71) (Petty, Tilghman, West) – 2:50
13. I'm a Hog for You (concert au MANHATTAN CENTER de New York City le 6/4/71) (Leiber, Stoller) – 5:20
14. Hidden track (spot radio) – 1:00

### Disque 10
- Europe '72

1. Cumberland Blues (concert au WEMBLEY EMPIRE POOL de Londres le 8/4/72) (Garcia, Hunter, Lesh) – 5:43
2. He's Gone (concert au CONCERTGEBOUW à Amsterdam le 10/5/72) (Garcia, Hunter) – 6:57
3. One More Saturday Night (concert au the STRAND LYCEUM de Londres le 24/5/72) (Weir) – 4:49
4. Jack Straw (concert à L'OLYMPIA de Paris le 3/5/72) (Hunter, Weir) – 4:49
5. You Win Again (concert au STRAND LYCEUM de Londres le 24/5/72) (Williams) – 4:00
6. China Cat Sunflower (concert à L'OLYMPIA de Paris le 3/5/72) (Garcia, Hunter) – 5:32
7. I Know You Rider (concert à L'OLYMPIA de Paris le 3/5/72) (traditionnel) – 5:03
8. Brown-Eyed Woman (concert à la salle de concert de Tivoli de Copenhague le 14/4/72) (Garcia, Hunter) – 4:38
9. It Hurts Me Too (concert au STRAND LYCEUM de Londres 24/5/72) (James, Sehorn) – 7:20
10. Ramble on Rose (concert au STRAND LYCEUM de Londres le 26/5/72) (Garcia, Hunter) – 6:04
11. Sugar Magnolia (concert à L'OLYMPIA de Paris le 4/5/72) (Hunter, Weir) – 7:10
12. Mr. Charlie (concert au STRAND LYCEUM de Londres le 26/5/72) (Hunter, McKernan) – 3:39
13. Tennessee Jed (concert à L'OLYMPIA de Paris le 3/5/72) (Garcia, Hunter) – 7:18
14. The Stranger (Two Souls in Communion) (concert au JAHRHUNDERT HALLE de Frankfurt le 26/4/72) (McKernan) – 6:50

### Disque 11
- Europe '72

1. Truckin' (concert au STRAND LYCEUM de Londres le 26/5/72) (Garcia, Hunter, Lesh, Weir) – 13:06
2. Epilogue (concert au STRAND LYCEUM de Londres le 26/5/72) (Grateful Dead) – 5:10
3. Prelude (concert au STRAND LYCEUM de Londres le 26/5/72) (Grateful Dead) – 7:37
4. Morning Dew (concert au STRAND LYCEUM de Londres le 26/5/72) (Dobson, Rose) – 11:41
5. Looks Like Rain (concert au WEMBLEY EMPIRE POOL de Londres le 8/4/72) (Barlow, Weir) – 7:42
6. Good Lovin' (concert à la salle de concert de Tivoli de Copenhague le 14/4/72) (Clark, Resnick) – 18:30
7. Caution (Do Not Stop on Tracks) (concert à la salle de concert de Tivoli de Copenhague le 14/4/72)(Garcia, Kreutzmann, Lesh) – 4:39
8. Who Do You Love (concert à la salle de concert de Tivoli de Copenhague le 14/4/72)(Ellas McDaniel) – 0:22
9. Caution (Do Not Stop on Tracks) (concert à la salle de concert de Tivoli de Copenhague le 14/4/72)(Garcia, Kreutzmann, Lesh) – 1:43
10. Good Lovin' (concert à la salle de concert de Tivoli de Copenhague le 14/4/72)(Clark, Resnick) – 5:59
11. The Yellow Dog Story (concert au WEMBLEY EMPIRE POOL de Londres le 8/4/72) (Grateful Dead) – 3:09

### Disque 12
- History of the Grateful Dead Volume One (Bear's Choice)

1. Katie Mae (concert au FILLMORE EAST de New York le 13/2/70) (Hopkins) – 4:44
2. Dark Hollow (concert au FILLMORE EAST de New York le 14/2/70) (Browning) – 3:52
3. I've Been All Around This World (concert au FILLMORE EAST de New York le 14/2/70) (traditionnel) – 4:18
4. Wake Up Little Susie (concert au FILLMORE EAST de New York le 13/2/70) (Bryant, Bryant) – 2:31
5. Black Peter (concert au FILLMORE EAST de New York le 13/2/70) (Garcia, Hunter) – 7:27
6. Smokestack Lightning (concert au FILLMORE EAST de New York le 13/2/70) (Howlin' Wolf) – 17:59
7. Hard to Handle (concert au FILLMORE EAST de New York le 14/2/70) (Isbell, Jones, Redding) – 6:29
8. Good Lovin' (concert au FILLMORE EAST de New York le 13/2/70) (Clark, Resnick) – 8:56
9. Big Boss Man (concert au FILLMORE EAST de New York le 5/2/70) (Dixon, Smith) – 4:53
10. Smokestack Lightning (concert au FILLMORE WEST à San Francisco le 8/2/70) (Howlin' Wolf) – 15:11
11. Sitting on Top of the World (concert au FILLMORE WEST à San Francisco le 8/2/70) (Chatmon, Vinson) – 3:20

- (en) Cet article est partiellement ou en totalité issu de l’article de Wikipédia en anglais intitulé « The Golden Road Box Set » (voir la liste des auteurs).